# IRIS–T
Az IRIS–T német fejlesztésű, rövid hatótávolságú légiharc-rakéta, melyet a régebbi típusú AIM–9 Sidewinderek lecserélésére fejlesztettek ki. A nagy manőverezőképességű rakéta különféle verzióit 14 ország hadereje alkalmazza, köztük a Magyar Honvédség is megrendelte a modernizálásra váró Gripen vadászrepülői számára. A típusnak létezik földi indítású légvédelmi változata is IRIS–T SL néven. 

## A fejlesztés története
A típus kifejlesztése annak köszönhető, hogy a Varsói Szerződés megszűnésekor az egyesült Németország hadereje birtokába került a volt NDK légierejében szolgált MiG–29 repülőgépeknek és az azokhoz tartozó R-73 (AA-11) típusú, fejlett infravörös rávezetésű légiharc-rakétáknak. Ezekkel több éles indítást végeztek és így gyakorlati tapasztalatot szereztek a gázsugár-kormányzás jelentős előnyeiről, ami a rakéta manőverező-képességének növelését illeti.
Az előnyökről azonban a németeknek nem sikerült meggyőzniük a brit felet, így a két ország által akkor közösen fejlesztett ASRAAM légiharc-rakéta együttműködés felbomlott. A német DIEHL cég ezután önállóan fejlesztette ki a toltóerő-vektorálású vagyis gázsugár-eltérítéses kormányzással és képalkotó infravörös fejjel is felszerelt IRIS–T közel-légiharc rakétát – a britek pedig az ASRAAM-ot rendszeresítették. Az Amerikai Egyesült Államok hadereje szintén nem rendszeresítette az ASRAAM-ot: ők a saját fejlesztésű AIM-9X rakétát rendszeresítették, amely az IRIS–T-hez hasonlóan gázsugár-kormányzást is alkalmaz.
Az IRIS–T különlegessége, hogy a gyártó DIEHL cég állítása szerint rendelkezik ún. „hard kill” ellenrakéta-képességgel - vagyis aktív elhárító eszközként alkalmazható a repülőgépeket támadó, földi indítású légvédelmi rakéták, illetve légiharc-rakéták „röptében” történő megsemmisítésére. Ehhez elengedhetetlen a közeledő rakéta időben történő észlelése az IRIS–T rakétát hordozó repülőgép radarja által.
Az IRIS–T rakéta a 2010-es évek elején több üzemeltetőnél – pl. német, osztrák és svéd légierő – rendszerbe állt. A Magyar Honvédség is megrendelte a modernizálásra váró Gripen vadászrepülői számára.

## Kialakítása és jellemzői
A rakéta nevének „kibontása” vagyis IRIS–T - infra-red imaging system - tail / thrust vector controlled jól jellemzi a rakétát. Maga név magyarra fordítva ezt jelenti: „infravörös képalkotó rendszer – tolóerő-vektorálással irányított”. A rakéta két fő jellemzője ugyanis az erős zavarvédelemmel ellátott infravörös képalkotó rávezetőfej illetve az extrém manőverezőképességet biztosító a tolóerő-vektoráló rendszer. Utóbbinak köszönhetően akár 60g terheléssel járó fordulókat is képes végrehajtani.
Az IRIS–T rakéta képes indítás után „ráfogni” a célra (LOAL – Lock-on-After-Launch), vagyis a hőérzékelő fejnek nem kell látni a célt az indítás pillanatában ellentétben a korábbi generációs rakétákkal. Ennek az az előnye, hogy nagyobb távolságra illetve nagy szögeltéréssel is indítható a fegyver – akár az indító vadászrepülő mögötti cél is támadható az IRIS–T rakétával. A rakétát fejlesztő és gyártó Diehl Defence vállalat szerint az IRIS–T képes a közeledő ellenséges rakétákat elfogására, megsemmisítésére is.
A fegyver képességeinek teljes kihasználásához elengedhetetlen a sisakcélzó alkalmazása, aminek köszönhetően a pilóta „ránézéssel” tud gyorsan és hatékonyan célokat kijelölni a rakéta számára.
A magyar Gripenekhez az izraeli Elbit Systems vállalt TARGO II sisakcélzói kerülnek rendszeresítésre a tervek szerint.

## IRIS–T SL – a légvédelmi változat
AZ IRIS–T légiharc rakéta napjainkban már rendelkezik földi telepítésű, légvédelmi változattal is IRIS–T SL néven. (SL vagyis a Surface Launched jelentése „földi indítású”) A rendszernek két változata létezik: IRIS–T SLS magát a légiharc-rakétát a földről képes függőlegesen kilőni vagyis maga rakéta teljesen megegyezik a vadászgépek által hordozott IRIS-T rakétával. Földről indítva a rakéta hatótávolsága mindössze 12 km-re tehető, mivel itt nem érvényesül a hordozó repülőgép sebességéből adódó mozgási energia nyújtotta előny. A megnövelt, 40 km hatótávolságú  IRIS–T SLM föld-levegő változatnál a hatótávolság növelése érdekében egy nagyobb átmérőjű rakétahajtóművet építettek be. A függőlegesen indított rakéta GPS alapú navigációs rendszerrel és adatkapcsolattal is rendelkezik, így indul a várható találkozási pont felé. Az útjának végfázisában infravörös képalkotó technológiát alkalmazva közelíti meg a célpontot, amíg a közelébe érve a repesz-romboló töltet meg nem semmisíti azt.
A Diehl vállalat egy nagyobb, 80 km-es hatósugarú változat kifejlesztésén is dolgozik IRIS–T SLX névvel. Ez a rakéta már kombinált aktívradaros és infravörös képalkotó rávezetést alkalmaz, míg a korábbi változtok tisztán infravörös képalkotó rávezetéssel rendelkeztek.
A IRIS–T SL rendszereket eddig a német, a svéd és a norvég haderő alkalmazza. A rendszer iránt Ukrajna is érdeklődik: 10 üteget vásárolnának a meglévő Buk rendszer kiegészítésére illetve pótlására. Németország négy IRIS–T SLM rendszer leszállítását vállalta Ukrajna felé: kettőt 2022 végéig, kettőt 2023 elején. További 2 IRIS-T SLM rendszer átadására is költelezettséget vállalt a német kormány.
Németország 6 IRIS-T SLM beszerzését tervezi 2025-ig mintegy 900 millió EUR értékben.

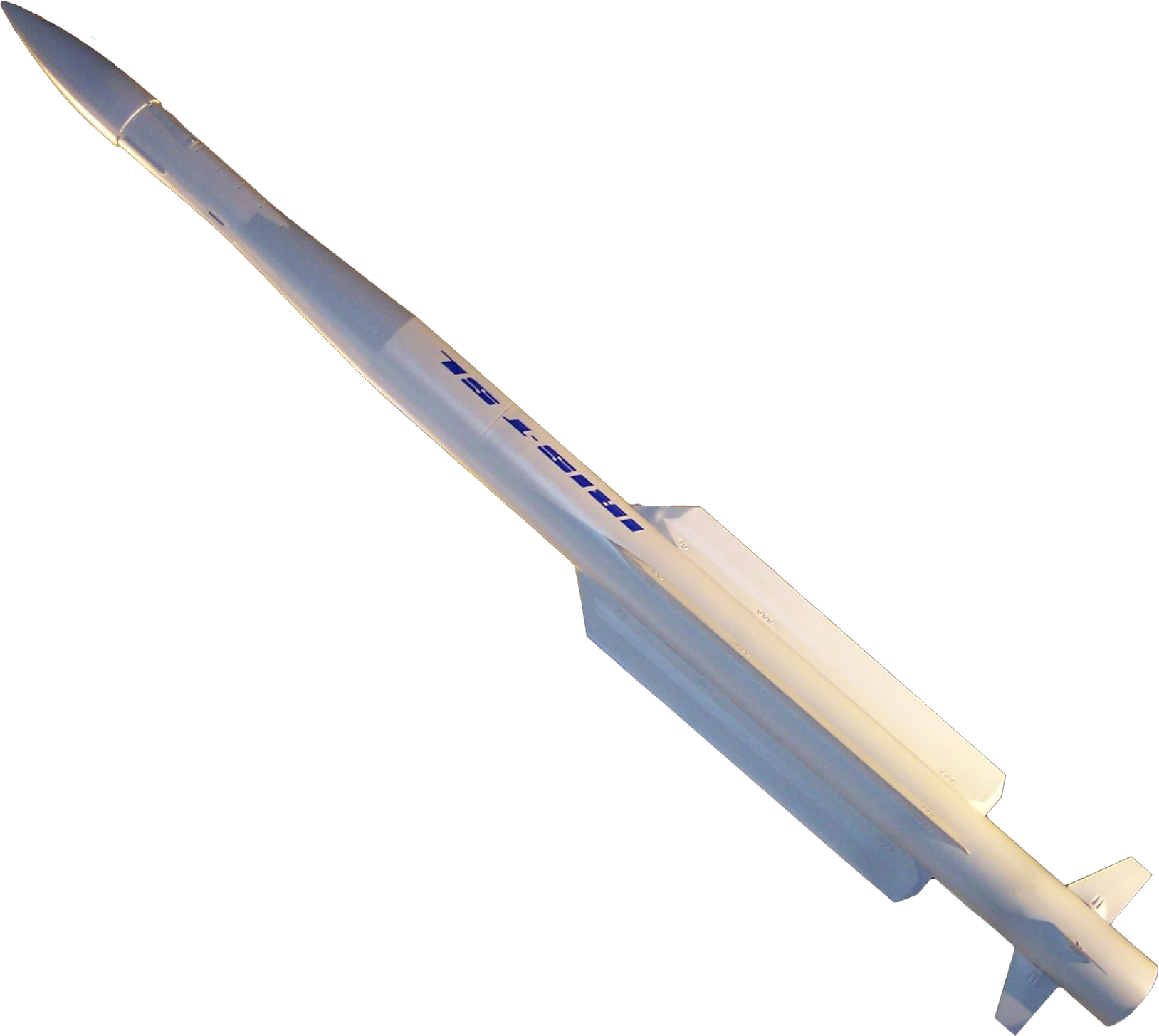
Földi indítású légvédelmi IRIS-T SL nagyobb átmérőjű hajtóművel rendelkezik mint a légharc változat.
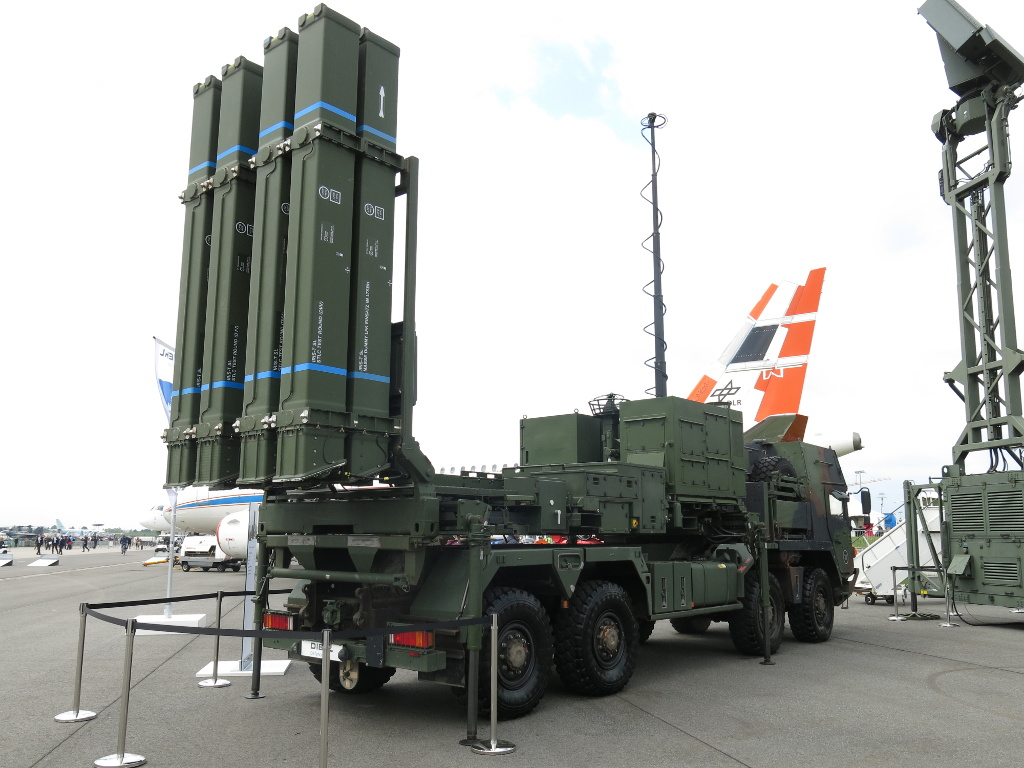
Az IRIS-T SL indító 8 rakétát hordozhat
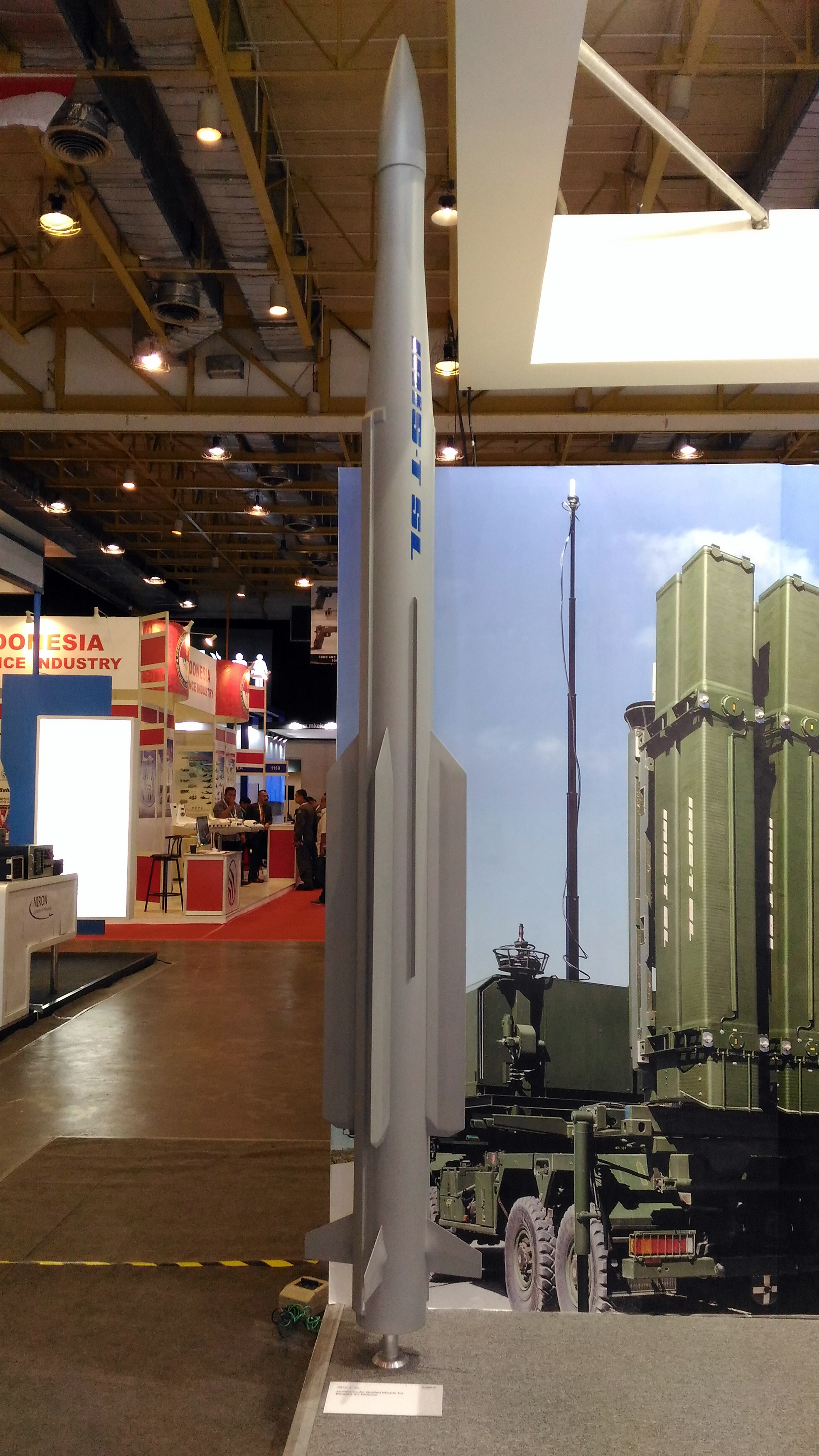
IRIS-T SLM rakéta

## Alkalmazó országok
- Ausztria - Eurofighter Typhoon vadászrepülőkhöz rendszeresítve
- Brazília - Gripen vadászrepülőkhöz rendszeresítve
- Dél-afrikai Köztársaság - Gripen vadászrepülőkhöz rendszeresítve
- Dél-Korea - a még fejlesztés alatt álló KF-X vadászrepülőkhöz lesz rendszeresítve
- Egyiptom - földi indítású légvédelmi változat
- Görögország - F-16 vadászrepülőkhöz rendszeresítve
- Magyarország - Gripen vadászrepülőkhöz lesz rendszeresítve, az első 13,6 millió EUR értékű, kb. 30-34 rakétára elegendő megrendelést leadták 2021 végén.[9]
- Németország - Eurofighter Typhoon vadászrepülőkhöz rendszeresítve, 6 IRIS-T SLM rendszer beszerzés alatt 2023-2025 között
- Norvégia -  F-16 vadászrepülőkhöz rendszeresítve, földi indítású légvédelmi változat is rendszeresítésre került
- Olaszország - Eurofighter Typhoon vadászrepülőkhöz rendszeresítve
- Szaúd-Arábia - Eurofighter Typhoon vadászrepülőkhöz rendszeresítve
- Spanyolország - F/A-18 és Eurofighter Typhoon vadászrepülőkhöz rendszeresítve
- Svédország - Gripen vadászrepülőkhöz rendszeresítve
- Thaiföld - Gripen vadászrepülőkhöz rendszeresítve
- Ukrajna - Németország négy IRIS–T SLM légvédelmi rendszer szállítását ígérte Ukrajna számára[10] Az első rendszer érkezése 2022 októberében várható, a második pedig még 2023 előtt. További két rendszer leszállítása 2023 első felében várható.[11] 2022. október 12-én megérkezett az első IRIS-T SLM rendszer Ukrajnába.[12] Az ukrán légierő állítása szerint az IRIS-T SL légvédelmi rendszerrel 60 célpontot semmisítettek meg 2022 októbere és 2023 májusa között.[13] A megsemmisített célpontok száma 2023 szeptemberére elérte a 110-et.[14]